# Сюльта
Сюльта (мар. Сӱльта) — деревня в Мари-Турекском районе Республики Марий Эл. Входит в состав Карлыганского сельского поселения.

## География
Находится в восточной части республики Марий Эл на расстоянии приблизительно 40 км по прямой на юго-восток от районного центра посёлка Мари-Турек.

## История
Известна с 1816 года, когда в ней числилось 7 дворов, 51 житель. По сведениям 1859—1873 годов, в деревне было 17 дворов, проживали 139 человек. По сведениям 1925 года, в Сюльте было 206 жителей, из них 156 мари, 50 татар. К 1933 году в деревне насчитывалось 212 жителей. К этому времени татар в деревне не осталось, они переселились в деревни Дружинского сельсовета. В 1943 году в деревне было 40 дворов, 168 жителей, в 1963 году 241 человек. В 1970 году осталось 172 жителя, в 1979 году — 143. В 2000 году в деревне было 26 дворов. В советское время работали колхозы «У илыш» («Новая жизнь»), «За коммунизм», совхозы имени Кирова, «Восход» и «Сардаяльский».

## Население
Население составляло 108 человек (мари 100 %) в 2002 году, 109 в 2010.